# Альтруїстичне самогубство
Альтруїстичне самогубство (часто вживається узагальнюючий термін — самопожертва) — пожертвування свого життя, задля порятунку або принесення блага іншому, групі людей, або для збереження традицій та честі суспільства. Така жертва, також може бути принесена заради досягнення певної мети, або заради збереження природного балансу в суспільстві. Ця тема або концепція самопожертви зазвичай зустрічається в деяких типах літературних творів.